# Bedtime Story
Bedtime Story è una canzone della cantante Madonna. Uscito nel febbraio del 1995 è il terzo singolo estratto dall'album Bedtime Stories.
Il brano è stato inserito nella raccolta di successi di Madonna uscita nel 2001  GHV2.

## Descrizione
"Bedtime Story" è ritenuto formalmente il risultato di una collaborazione tra Madonna e la popstar islandese Björk. Estimatrice dei lavori di Björk, Madonna espresse l'intenzione di collaborare con lei. Björk rifiutò inizialmente quest'opportunità, sentendo istintivamente che sarebbe stato un errore. Il coproduttore dell'album Bedtime Stories, Nellee Hooper (già produttore di alcuni lavori di Björk) chiese a Björk di contribuire alla realizzazione dell'album. Björk non voleva scrivere la canzone per Madonna anche perché non ama scrivere musica per persone che non conosce personalmente e per questo ha co-scritto la canzone per il suo amico che ne era il produttore, partendo dalla base dell'allora inedito Sweet Intuition. Da ciò la dichiarazione di Björk in varie interviste in cui afferma di non aver mai scritto una canzone per Madonna, ma solo per il suo amico Nellee Hooper. Di fatto nessun incontro o dialogo tra Madonna e Björk si è mai verificato.
Per essere un brano dance di Madonna, la canzone è decisamente poco convenzionale, con una base musicale minimal-trance e testi che descrivono un viaggio nel subconscio. Il brano ha raggiunto la Top 5 nel Regno Unito e in Australia diventando una hit da discoteca. Negli Stati Uniti ha raggiunto solamente la posizione 42 diventando il primo singolo di Madonna dopo Burning Up (1983) a non raggiungere la Top 40. Alcuni fan di Madonna hanno riconosciuto nella struttura di Bedtime Story un segnale del suono progressive ed elettronico che sarebbe seguito tre anni dopo con il successivo album di Madonna, Ray of Light.
Il brano è stato remixato diverse volte. Oltre alla versione "single edit" della canzone, sono stati commissionati diversi dance remix, tra cui due di Junior Vasquez e di Orbital. Anche Jason Nevins ha remixato la canzone, senza però mai pubblicarla.
Un elemento vocale distorto di Bedtime Story è stato aggiunto da Nellee Hooper nel remix del brano del 1996 dei Garbage #1 Crush, proprio all'inizio della canzone.

## Il video
Il video del brano, diretto da Mark Romanek (che dirigerà più tardi Scream per Michael Jackson), ha debuttato in uno speciale di MTV intitolato "Madonna's Bedtime Story Pajama Party", in cui Madonna leggeva una favola della buonanotte nella Webster Hall di New York City a un pubblico di invitati selezionati (tutti vestiti in pigiama).
Il video, girato agli Universal Studios a Universal City (California) tra il 5 e il 10 dicembre 1994, è uno dei più sperimentali di Madonna. All'epoca era il videoclip più costoso mai girato (è costato 5 milioni di dollari). Fino al 2005 il video è stato proiettato in diverse gallerie di arte moderna, tra cui il Museum of Modern Art di New York, in cui è conservato nella collezione permanente insieme a un altro video diretto da Romanek per la canzone Closer to God dei Nine Inch Nails, ed è spesso considerato uno degli esempi più espressivi di video musicali.
Il video visualizza il concetto della canzone, mostrando immagini oniriche e relative a un qualche stato di inconscio. All'inizio del video, Madonna appare sdraiata su un tavolo collegato ad un macchinario che visualizza i suoi sogni, le cui immagini si sviluppano per tutto il video. La cantante indossa una varietà di parrucche, fluttua nell'aria, dà vita a delle colombe e, alla fine del video, il suo viso è mostrato con occhi al posto delle labbra e viceversa (chiara ispirazione ai dipinti di Frida Kahlo); riferimenti noti sono alle opere di Leonor Fini e Fabrizio Clerici.
In una intervista del 1999 con la rivista Aperture Madonna ha dichiarato: «Il mio video di Bedtime Story è completamente ispirato a tutte le pittrici surrealiste, come Leonora Carrington e Remedios Varo. C'è una inquadratura dove le mie mani sono protese verso il cielo e le stelle mi girano intorno. Un'altra dove veleggio in un corridoio con i capelli fluttuanti dietro di me, un'altra ancora dove le colombe mi escono dal ventre. Tutte queste immagini sono un omaggio a pittrici surrealiste. C'è anche qualche riferimento a Frida Kahlo».
Elenco di alcune opere cui il videoclip si è ispirato:
- min. 0:003: "Variazioni Tebane" di Fabrizio Clerici (1970-79)
- min. 1:23: "Naked man, back view" di Lucian Freud (1991)
- min. 1:43: "The ends of the Earth" di "Leonora Fini (1948)
- min. 2:20: "Los amantes" di Remedios Varos (1963)
- min. 02:29: "Ossessioni sferiche" di Fabrizio Clerici (1944-56)
- min. 2:37: "The giantess" di Leonora Carrington (1947)
- min. 3:03: "La llamada" di Remedios Varos (1961)
- min. 3:41: "L'amitié" di Leonora Fini (1958)
- min. 3.47: "Woman once a bird" di Joel-Peter Witkin (1990)
- min. 4:05: "Diego y yo" di Frida Kahlo (1949)

## Promozione
Il brano fu promosso da Madonna con un live ai Brit Awards a Londra nel 1995 in cui l'artista indossava un lungo abito bianco di Versace e sfoggiava lunghissimi capelli biondi.
Madonna ha poi presentato il brano come interludio musicale durante il suo Re-Invention Tour del 2004 in una nuova versione ispirata al remix degli Orbital. La canzone era accompagnata da un video girato da Dago Gonzalez, in cui Madonna appare con capelli lunghi, lisci e biondi, tra cavalli bianchi che corrono tra le dune.
Bedtime Story è stata eseguita in tour per la prima volta nel The Celebration Tour (2023-2024).

## Tracce
Singolo 7" CD Europa
1. Bedtime Story (Album Edit) – 4:08
2. Bedtime Story (Junior's Single Mix) – 4:53

Singolo maxi 12" CD Europa
1. Bedtime Story (Album Edit) – 4:08
2. Bedtime Story (Junior's Wet Dream Mix) – 8:35
3. Bedtime Story (Junior's Dreamy Drum Dub) – 9:34
4. Bedtime Story (Orbital Mix) – 7:43
5. Bedtime Story (Junior's Sound Factory Mix) – 9:18

Singolo 7" CD MC Stati Uniti
1. Bedtime Story (Album Edit) – 4:08
2. Survival (Album Version) – 3:33

Singolo maxi 12" CD Stati Uniti
1. Bedtime Story (Album Edit) – 4:08
2. Bedtime Story (Junior's Wet Dream Mix) – 8:35
3. Bedtime Story (Junior's Dreamy Drum Dub) – 9:34
4. Survival (Album Version) – 3:33
5. Bedtime Story (Orbital Mix) – 7:44
6. Bedtime Story (Junior's Sound Factory Mix) – 9:18
7. Bedtime Story (Junior's Single Mix) – 4:53

Digital Remixes
1. Bedtime Story (Edit) - 4:07
2. Bedtime Story (Junior's Wet Dream Mix) - 8:36
3. Bedtime Story (Junior's Dreamy Drum Dub) - 9:36
4. Survival - 3:31
5. Bedtime Story (Orbital Mix) - 7:44
6. Bedtime Story (Junior's Sound Factory Mix) - 9:19
7. Bedtime Story (Junior's Single Mix) - 4:54
8. Bedtime Story (Junior's Sound Factory Mix Edit) - 4:19
9. Bedtime Story (Junior's Sound Factory Dub) - 8:15
10. Bedtime Story (Junior's Wet Dream Dub) - 7:31
11. Bedtime Story (Lush Vocal Radio Edit) - 4:42
12. Bedtime Story (Lush Vocal Mix) - 6:50
13. Bedtime Story (Luscious Dub Mix) - 7:41
14. Bedtime Story (Percappella Mix) - 6:33
15. Bedtime Story (Unconscious in the Jungle Mix) - 6:28

## Classifiche
| Classifica (1995) | Posizione massima |
| ----------------- | ----------------- |
| Australia         | 5                 |
| Belgio (Vallonia) | 38                |
| Canada            | 46                |
| Paesi Bassi       | 46                |
| Italia            | 8                 |
| Nuova Zelanda     | 38                |
| Stati Uniti       | 42                |
| Regno Unito       | 4                 |